# Lymire albipedalis
Lymire albipedalis là một loài bướm đêm thuộc phân họ Arctiinae, họ Erebidae.